# Jim Gaines
James Larry M. „Jim“ Gaines Jr. (* 18. Mai 1955 in Maui, Hawaii) ist ein US-amerikanischer Schauspieler, Drehbuchautor und Filmregisseur, der später auch die philippinische Staatsbürgerschaft erhielt.

## Leben
Gaines, Sohn eines Botschaftsangehörigen, trat in den 1980er Jahren in einer Reihe auf den Philippinen gedrehter Actionfilme in Erscheinung, die nach dem Erfolg von Apocalypse Now in Südostasien gedreht wurden. Mehrmals war er neben Mike Monty, Richard Harrison, Nick Nicholson und Bruce Baron zu sehen, häufig arbeitete er mit Regisseuren wie Teddy Page und Romano Kristoff zusammen. Die Filme entstanden auch in amerikanischer, italienischer oder internationaler Produktion.
Zuletzt war der Afroamerikaner Gaines in den kurz vor dessen Tod entstandenen Exploitation-Werken Bruno Matteis zu sehen.
Einige seiner Filme schrieb Gaines selbst; er war auch als Produzent und Regisseur etlicher Filme tätig.

## Filmografie (Auswahl)
- 1983: Einsatzkommando Wildgänse (Hunter's Crossing)
- 1983: Fireback – Ich will keine Gnade (Fireback)
- 1983: Sonderkommando Wild Cat (Intrusion: Cambodia)
- 1985: Blackfire (Black Fire)
- 1986: Kommando Tiger-Force (Vengeance Squad)
- 1986: Wild Weasel – Kommando ohne Wiederkehr (War Without End)
- 1987: Phantom Soldiers – Armee im Schatten (Phantom soldiers) (& Drehbuch)
- 1987: Cobra Force (Strike Commando)
- 1987: Wartime (Movie in Action)
- 1988: Das Böse ist wieder da (After Death (Oltre la morte))
- 1988: Dschungelratten (Jungle Rats)
- 1988: Heroin Force (Trappola diabolica)
- 1988: Platoon Without Return (Final Reprisal)
- 1989: Phantom Soldiers – Armee im Schatten (Phantom Soldiers)
- 1990: American Force Fighter (Crime Stopper)
- 1990: Escape to Nowhere – Platoon to Hell (Escape to Nowhere)
- 1990: Kickbox Terminator – Der Vollstrecker (Blood Hands)
- 1991: Bloodbrother 2 (Angel in the Dark)
- 2006: Island of the Living Dead (L'isola dei morti viventi)
- 2010: Faster